# Saint-Pons-de-Mauchiens
Saint-Pons-de-Mauchiens (okzitanisch Sant Ponç de Mauchins) ist ein Ort und eine südfranzösische Gemeinde mit 641 Einwohnern (Stand 1. Januar 2022) im Département Hérault in der Region Okzitanien.

## Lage
Der Ort Saint-Pons-de-Mauchiens liegt etwa 36 Kilometer (Fahrtstrecke) nordöstlich von Béziers bzw. etwa 40 Kilometer südwestlich von Montpellier. Die historisch nicht ganz unbedeutende Kleinstadt Pézenas befindet sich nur etwa zwölf Kilometer südwestlich. Ein Flüsschen mit Namen Tave durchquert das Gemeindegebiet.

## Bevölkerungsentwicklung
| Jahr      | 1962 | 1968 | 1975 | 1982 | 1990 | 1999 | 2008 | 2017 |
| Einwohner | 523  | 511  | 416  | 411  | 399  | 513  | 581  | 659  |

Im 19. Jahrhundert hatte der Ort zeitweise noch über 700 Einwohner, doch die Reblauskrise und die Mechanisierung der Landwirtschaft führten zu einem stetigen Bevölkerungsrückgang, der in den 1980er und 1990er Jahren seinen Höhepunkt erreicht zu haben scheint.

## Wirtschaft
Landwirtschaft und Kleinhandel bzw. Kleinhandwerk prägen den Ort seit Jahrhunderten. Saint-Pons-de-Mauchiens gehört zum Weinbaugebiet Herault. Die hier produzierten Weine dürfen über die Appellationen Languedoc (AOC), Pays d’Hérault (AOC), Pays d’Oc (AOC) und Vicomté d’Aumelas (AOC) vermarktet werden, doch ist der Weinabsatz in Frankreich seit den 1990er Jahren rückläufig.

## Geschichte
Im Jahr 975 war die ganze Region von einer großen Dürre und Lebensmittelknappheit betroffen; umherziehende Banden plünderten alles, was irgendwie nützlich und wertvoll erschien. Viele Menschen fanden in dieser Zeit den Tod. Von den Auswirkungen des Hundertjährigen Krieges (1337–1453) war die Region nicht betroffen. Im Verlauf der Französischen Revolution, d. h. von 1789 bis 1793 wurde der Ort in Mont Ventôse umbenannt.

## Sehenswürdigkeiten

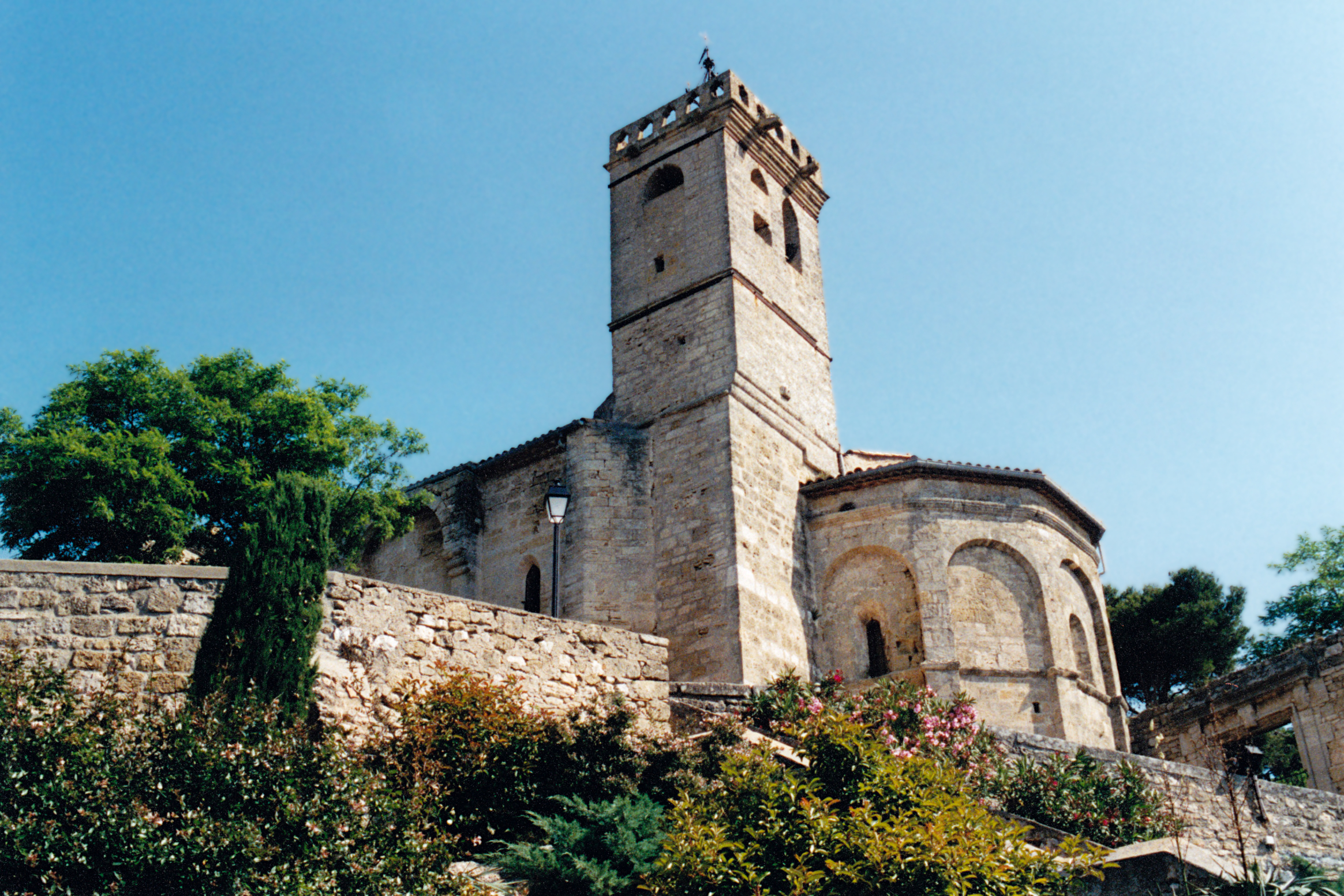
Kirche Sainte-Marie-et-Saint-Pons

- Der Ort gehört zum – in der Forschung noch umstrittenen – südfranzösischen Typus der um eine Kirche oder um eine Burg gruppierten Runddörfer (Circulades), die mit den hoch- und spätmittelalterlichen Bastiden nichts gemein haben.
- Die Pfarrkirche Sainte-Marie-et-Saint-Pons ist der Gottesmutter Maria und dem in der Region verehrten heiligen Pontius von Cimiez geweiht. Es ist ein einschiffiger ursprünglich romanischer Bau, der zur nahegelegenen Burg (château) gehörte und dessen Struktur im 14. und 15. Jahrhundert durch gotische Anbauten verunklärt wurde. Original erhalten sind noch die von großen Blendarkaden eingefasste polygonal gebrochene Apsis sowie Teile der Langhauswände. Der Bau wurde im Jahr 2005 als Monument historique[1] anerkannt.
- Mehrere Häuser im Ortskern stehen ebenfalls unter Schutz – z. B. das Maison des Emigrants und das Maison des Consuls.
- Von der spätmittelalterlichen Stadtmauer (remparts) stehen noch einige Mauerteile sowie zwei Tore.